# Klein Lukow
Klein Lukow este o comună din landul Mecklenburg-Pomerania Inferioară, Germania.